# Happy Cubes

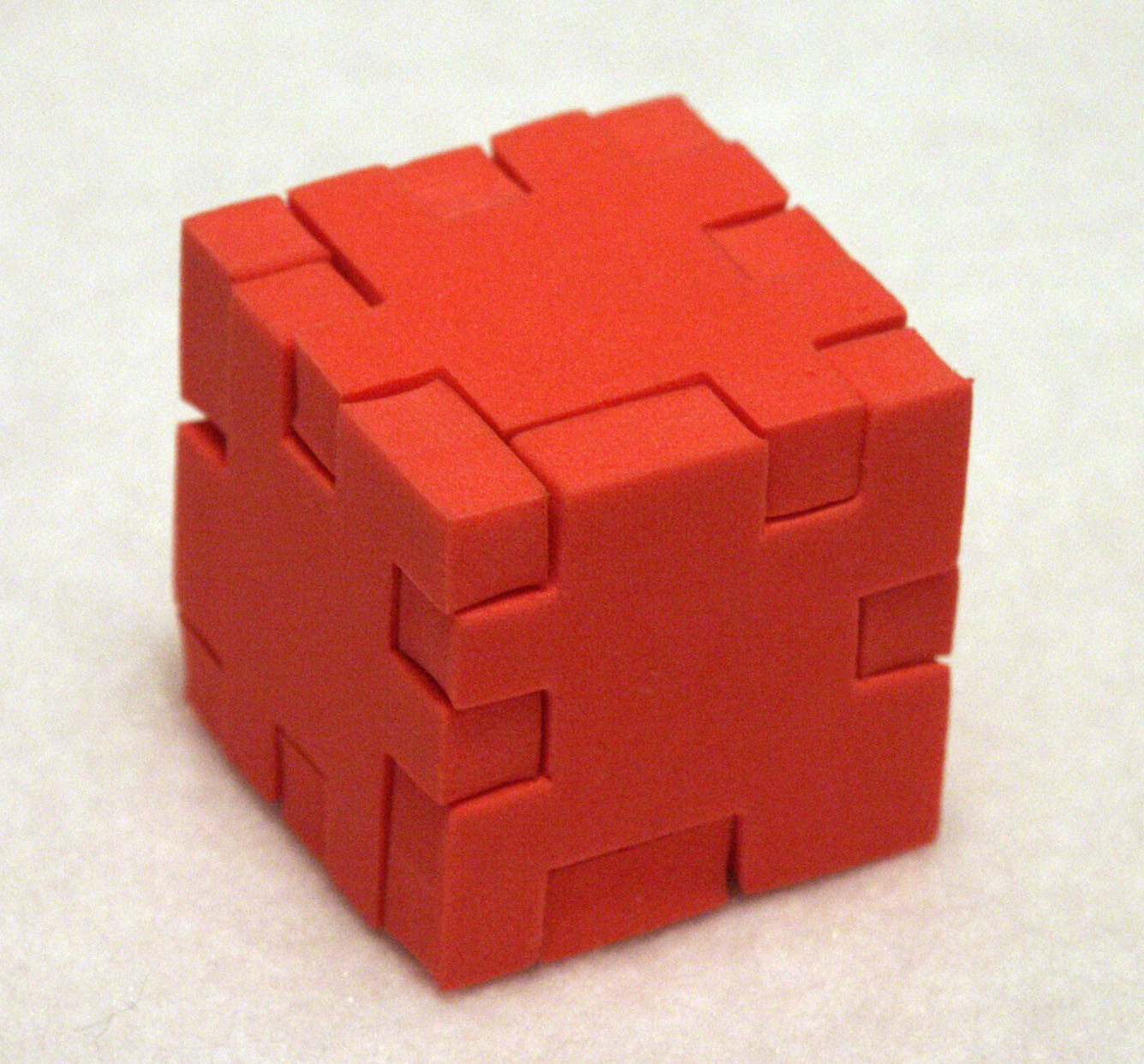
Der rote Happy Cube, das Modell Paris

Die Happy Cubes (HAPPY CUBE) sind eine Puzzle-Reihe, die seit 1986 produziert wird, zurzeit von der im belgischen Zoersel ansässigen Firma Happy. Jeder Happy Cube besteht aus sechs Teilen, die zu einem dreidimensionalen Würfel zusammengesetzt werden können. Geliefert werden sie in einer flachen, zweidimensionalen Anordnung, die in einen Rahmen eingepasst ist. Die Teile wieder zurück in den Rahmen zu bauen, stellt die zweite, meist einfachere Herausforderung dar. Hat man mehrere verschiedene Happy Cubes, kann man die Teile kombinieren und größere Objekte bauen.
Sie werden auch als pädagogisches Spielzeug zur Verbesserung der Mustererkennung und der Auge-Hand-Koordination eingesetzt. Erfunden wurden die Happy Cubes von dem Belgier Dirk Laureyssens.

## Beschreibung
Die Puzzles werden inklusive Rahmen aus aufgeschäumten Kunststoffmatten  (Ethylenvinylacetat), die eine Dicke zwischen 7 und 9 mm haben, ausgestanzt. Die quaderförmigen Rahmen haben eine Grundfläche von 9 mal 12 cm², die einzelnen Teile sind 4 cm groß und damit auch die zusammengesetzten Würfel.
Schematisch bestehen die Teile aus {\displaystyle (0,8{\text{ cm}})^{3}} -großen Einheitswürfelchen, die auf einer maximal {\displaystyle 5\times 5} großen Fläche angeordnet sind. Dabei ist das {\displaystyle 3\times 3}-große Mittelteil immer voll angefüllt, in den umlaufenden äußeren Reihen fehlen, je nach Element, mal mehr und mal weniger dieser Würfelchen. Jeder Happy Cube besteht somit aus {\displaystyle 6\cdot 9+44=98} Einheitswürfelchen. Beim Zusammensetzen wird, meist mittels Trial and error versucht, eine lückenlose Anordnung der Teile zu finden. Die Teile können sowohl horizontal als auch rechtwinklig aneinander gesteckt werden. Bei der normalen Würfel-Lösung bildet jedes der sechs Teile eine Seitenfläche des Würfels.

## Vier Familien
Es gibt vier Sets (Familien) mit jeweils unterschiedlichem Schwierigkeitsgrad. In jeder Familie gibt es sechs verschiedene Cubes (Modelle), die wieder jeweils unterschiedliche Schwierigkeitsgrade haben. Insgesamt gibt es also 24 Cubes und damit 144 Teile.
Little Genius (JUNIOR)
Die einfachste Variante, sie sind schon für Vorschulkinder geeignet. Es gibt viele gleiche Teile, einige sind auch symmetrisch, die „Außenseite“ jedes Teils ist durch Aufdruck eines Symbols markiert, das weitere Assoziationsmöglichkeiten für Kleinkinder liefern soll. Die Symbole beziehen sich bei dabei jeweils pro Modell auf ein Thema wie Fruits (Obst), Emotions (Gesichter) oder Transport (Verkehr), woraus sich die Namen der Modelle ableiten. Zusätzlich ist jeder Little Genius Cube zweifarbig, sodass „Innen-“ und „Außenfläche“ auf den ersten Blick erkennbar sind. Dies ist die einzige Familie, bei der die Orientierung der Teile eine Rolle spielt.
Happy Cube (ORIGINAL)
Die klassische und ursprüngliche Variante. Es gibt nur wenige symmetrische Teile und nur zweimal zwei gleiche Teile. Die Modelle sind einfarbig in den sechs Primär- und Sekundärfarben gehalten und tragen die Namen von Großstädten, wie Amsterdam oder New York.
Profi Cube (PRO)
Die neueste Variante. Die Proficubes sind alle zweifarbig, in einem unregelmäßigen Flecktarnmuster gehalten. Sie sind etwas schwieriger als die Happy Cubes, haben aber trotzdem mehr symmetrische Teile, wodurch es einfacher wird, größere Objekte zu bauen. Die Modelle tragen die Namen berühmter Persönlichkeiten wie Da Vinci oder Rubens.  Bei älteren Produkten war die zweite Farbe immer schwarz und der heute violett-rote Profi Cube Newton war rein schwarz. Aufgrund von Beschwerden ging man zu einer freundlicheren Farbgestaltung über.
Marble Cube (EXPERT)
Die schwierigste Variante. Jedes Modell trägt ein unregelmäßiges und feines Marmorierungsmuster aus einem hellen und einem dunklen Ton der gleichen Farbe. Es gibt nahezu gar keine Symmetrien und nur wenige Lösungsstellungen. Trotzdem lassen sich auch aus ihnen alle großen Objekte wie der Stern oder der große {\displaystyle 2\times 2\times 2}-Würfel bauen. Sie sind direkt nach bekannten Personen benannt, wie Mahatma Gandhi und Marie Curie.

## Bemerkungen
- Während die Puzzles einzeln durch bloßes Probieren und einfache Überlegungen lösbar sind, wird dies bei großen Objekten schwierig.
- Das schaumstoffähnliche Material sorgt für eine angenehme Haptik, eine mittlere Formfestigkeit und die feinporige Oberfläche für genügend Reibung, sodass die Teile zusammengesteckt bleiben. Durch die Elastizität gibt es keine Verletzungsgefahr, jedoch können die Teile zerbissen werden. Wegen der Gefahr des Verschluckens empfiehlt der Hersteller ein Mindestalter von drei Jahren.
- Die ideale Dicke der Puzzles von 8 mm wird nicht immer erreicht, weshalb die Teile mancher Produktionschargen etwas überstehen.
- Obwohl der Name Happy Cube sich eigentlich nur auf eine Familie bezieht (wenn auch auf die zuerst dagewesene), wird in Deutschland und den USA auch die gesamte Reihe so bezeichnet. In anderen Ländern läuft sie unter Cube It oder I Qube.
- Es gibt verschiedene Software, die die Happy Cubes simulieren und Lösungen für viele Formen suchen kann.